# Live from the N.E.C.
Live from the N.E.C. è l'unico album dal vivo degli Spandau Ballet, pubblicato il 3 ottobre 2005. È stato registrato tra il 16 e il 17 dicembre 1986 al National Exhibition Centre di Birmingham.

## Tracce

### CD
Disco 1
1. Cross the Line - 4:30
2. Highly Strung - 4:15
3. Only When You Leave - 5:06
4. Virgin - 4:32
5. How Many Lies? - 5:01
6. I'll Fly for You - 6:42
7. Man in Chains - 5:37
8. With the Pride - 3:09
9. Gold - 4:43

Disco 2
1. Communication - 3:41
2. Lifeline - 4:45
3. Snakes and Lovers - 4:24
4. Swept - 4:47
5. Through the Barricades - 6:36
6. Chant No. 1 (I Don't Need This Pressure On) - 4:27
7. To Cut a Long Story Short - 6:14
8. True - 5:58
9. Revenge for Love - 3:56
10. Fight for Ourselves - 7:25

### DVD
1. Cross The Line
2. Highly Strung
3. Virgin
4. How Many Lies?
5. With The Pride
6. Gold
7. Lifeline
8. Through The Barricades
9. Chant No.1
10. To Cut A Long Story Short
11. True
12. Revenge For Love
13. Fight For Ourselves

### Contenuti speciali
- Video musicali

1. Fight For Ourselves
2. Through The Barricades
3. Raw
4. Raw (Amnesia Mix)
5. Be Free With Your Love
6. Crashed Into Love

- Audio commento di Gary Kemp e Martin Kemp
- Dietro le quinte Fight For Ourselves
- Galleria fotografica
- Discografia